# 울산효문초등학교
울산효문초등학교(蔚山孝門初等學校)는 대한민국 울산광역시 북구에 있는 공립 초등학교이다.

## 역사
1945년 6월 1일에 양정공립국민학교로 개교하여 1959년부터 정식으로 효문국민학교 명칭을 사용했고, 1996년 효문초등학교로 개칭했으나 효문공단 안에 자리한 학교 지리적 특성 상 주거지와 접근성이 떨어졌다. 학생 수 감소 문제로 인해 2013년 연암초등학교 효문분교장으로 격하되었다. 학생 수의 지속적인 감소로 인하여 2020년 3월 1일 폐교하였다. 효문공단의 효문초등학교가 연암초등학교 효문분교로 격하된 후 2020년 2월 14일 졸업식을 마지막으로 폐교하였다.
이후 효문동에 속한 효정마을, 율동마을 일대에 한신더휴에듀포레, 율동위드유 등 대단지 아파트가 개발되어, 이 아파트 바로 옆에 학군의 확장을 위해 북구 율동지구에 새로운 초등학교 부지 건설을 시작하였다. 2022년 11월 4일에는 효문공단에 위치했던 이전의 효문초등학교를 율동지구에 건설 중인 초등학교가 승계할 것인지에 대해 논의되었다. 이후 2025년 3월 1일에 현 위치에 재개교하여 기존 효문초등학교의 역사를 승계하였다.